# Wonnangatta River
Der Wonnangatta River ist ein Fluss in Gippsland im australischen Bundesstaat Victoria.
Er entspringt unterhalb Mount Despair im Alpine National Park (Great Dividing Range) in einer Höhe von 1220 m. Er fließt nach Südosten und mündet nach 151 km im Mitchell-River-Nationalpark auf einer Höhe von 108 m in den Mitchell River.
Seine wichtigsten Nebenflüsse, die größtenteils in den australischen Alpen entspringen, sind der Humffray River, der Wongungarra River, der Dry River und der Moroka River.
Größte Stadt am Fluss ist die Kleinstadt Waterford.